# Uiterste wilsbeschikking

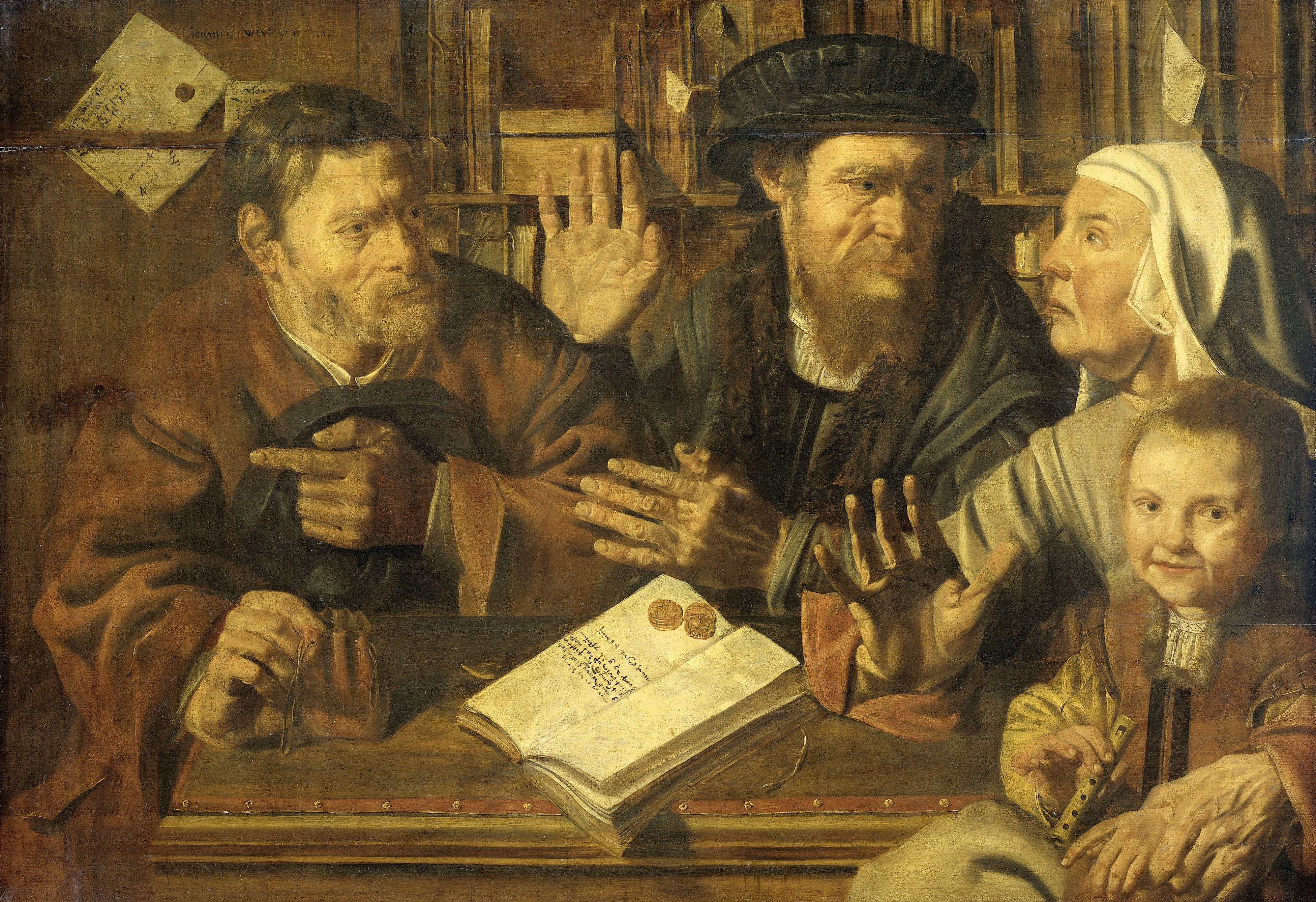
Het kantoor van de notaris, Jan Woutersz. Stap, 1629, Rijksmuseum Amsterdam

Uiterste wilsbeschikking is een begrip uit het erfrecht dat in verschillende landen wordt gebruikt voor de juridische manier waarop iemand bij leven persoonlijk kan bepalen wat er met diens nalatenschap gebeurt na overlijden. Bijzonder ten opzichte van andere rechtshandelingen is, dat de beschikking wordt gemaakt bij leven, maar pas rechtskracht krijgt na overlijden. In Duitsland heet dit letztwillige Verfügung, in Frankrijk disposition à cause de mort, het Belgisch erfrecht gebruikt de termen wil van de erflater (art. 4.2 BW), testament en uiterste wilsbeschikking (art. 4.192 e.v. BW). Met laatste wilsbeschikking wordt in België het document bedoeld waarmee de wensen voor de uitvaart vastgelegd kunnen worden.
Het Nederlands erfrecht kent sinds 2003 een definitie van het begrip uiterste wilsbeschikking, neergelegd in artikel 4:42 BW: het is een eenzijdige herroepelijke rechtshandeling waarbij een erflater een beschikking maakt die eerst werkt na overlijden en die in Boek 4 is geregeld of elders in een wet als zodanig wordt aangemerkt. De laatste woorden brachten een belangrijke wijziging ten opzichte van het oude recht. Ze betekenen dat niet elke wens van een persoon in een testament na overlijden erfrechtelijke werking heeft, maar alleen de wensen die onder een in Boek 4 of andere wet genoemde uiterste wilsbeschikking vallen. Dit heet het gesloten stelsel van uiterste wilsbeschikkingen. Een vergelijkbaar systeem geldt in het goederenrecht en rechtspersonenrecht.
Het Belgisch erfrecht geeft in art. 4.192 als omschrijving: uiterste wilsbeschikkingen zijn of algemeen, of onder algemene titel, of onder bijzondere titel. De gevolgen van ieder van deze beschikkingen, gemaakt hetzij onder de benaming van erfstelling, hetzij onder de benaming van legaat, worden bepaald overeenkomstig de regels vastgesteld voor de algemene legaten, voor de legaten onder algemene titel en voor de bijzondere legaten.
Dit artikel behandelt verder de situatie volgens het Nederlands erfrecht.

## Hoofdregels
Uiterste wilsbeschikkingen kunnen alleen worden gemaakt en herroepen door de persoon zelf om wiens of wier nalatenschap het gaat, vertegenwoordiging door, of medewerking van een derde is niet toegestaan (art. 4:42 lid 3 BW). Wel kunnen deskundigen als een advocaat, notaris of belastingadviseur (estate planning) ondersteunen bij het vinden van passende juridische formuleringen en voordelige fiscale mogelijkheden. Het is echter de erflater die de inhoud bepaalt en adviseurs mogen uitsluitend met hem of haar de testamentwensen bespreken, niet met derden. Evenmin mogen adviseurs de wensen namens de erflater aan een notaris doorgeven, zodat deze er een (concept)akte van kan maken, een notaris hoort aan zulke werkmethoden geen medewerking te verlenen. Op grond van de beroepsregels moet een notaris voorafgaand aan de afspraak tot ondertekening van een door hem opgestelde testamentaire akte, persoonlijk met erflater spreken, daar hoort niemand anders bij aanwezig te zijn.
Het maken van een uiterste wilsbeschikking is een rechtshandeling, de persoon moet bij het opmaken daarvan wilsbekwaam zijn en de wil geuit hebben een testament te willen maken (art. 3:32 en 3:33 BW en 4:55 Lid 2 BW). Uiterste wilsbeschikking en herroeping moeten worden vastgelegd in een notariële akte of een onderhandse akte die aan de notaris in bewaring is gegeven, anders zijn ze niet geldig (art. 4:94 BW). Van het in bewaring geven van een onderhandse akte maakt de notaris een akte op die door testateur en notaris wordt ondertekend. Dit zijn vormvereisten, opgenomen in de wet ter bescherming van de maker. In de wet erfrecht heten deze akten met een of meer uiterste wilsbeschikkingen uiterste wil, in het spraakgebruik testament. Verdere regels staan in Boek 4, titel 4, afdeling 1; afdeling 2 en afdeling 5 en titel 5. BW. Het is dus de erflater persoonlijk die bepaalt wat de inhoud is, maar er is een notaris nodig om de inhoud rechtsgeldig te maken.
Alleen bij een uiterste wilsbeschikking die een erfstelling of een onterving inhoudt kan worden afgeweken van de algemene wettelijke regels voor erfopvolging (art. 4:1 BW). Een erfstelling is een uiterste wilsbeschikking krachtens welke de erflater aan een of meer daarbij aangewezen personen zijn gehele nalatenschap of een aandeel daarin nalaat (art. 4:115 BW).
Onder het erfrecht dat tot 2003 gold, werd voor de rechtshandeling die nu uiterste wilsbeschikking heet, ook het begrip uiterste wil gebruikt, zo kon een testamentuitvoerder of testamentair bewindvoerder bij uiterste wil worden benoemd. Het begrip uiterste wil wordt al eeuwenlang gebruikt in testamentaire akten maar had niet dezelfde betekenis als onder het erfrecht dat na 2003 geldt. De wijziging van begripsgebruik en de verschillen in rol, functie en werking van de begrippen uiterste wilsbeschikking en uiterste wil in het huidige recht zijn nog niet overal doorgedrongen, blijkt in literatuur over en bij toepassing van het erfrecht. In de testamentenpraktijk worden bijvoorbeeld modelregelingen gebruikt als het langstlevende testament, de democratieclausule en de executeur-afwikkelingsbewindvoerder, met bepalingen die niet onder een uiterste wilsbeschikking vallen en daarom nietig zijn als ze in een testament staan. In de wetenschap bestaat kritiek dat het aan het notariaat niet vrij staat op deze manier te experimenteren over de rug van cliënten.
Zowel de vrijheid voor erflater om te bepalen wat er met zijn eigendommen gebeurt na overlijden en wie erfgenaam is, als de vrijheid voor erfgenamen de nalatenschap na overlijden daadwerkelijk in eigendom te verkrijgen, er over te beschikken en deze te behouden, zijn rechten gebaseerd op het Europees grondrecht op ongestoord genot van eigendom die in alle lidstaten van de EU gelding hebben, in Nederland opgenomen in de Grondwet.

## Inhoud en werking
Een kenmerkende eigenschap van de uiterste wilsbeschikking is, dat zij als rechtshandeling tot stand komt op het moment van het maken van een testament, erflater dus leeft, maar pas effect sorteert na het overlijden van de erflater. Met de uiterste wilsbeschikkingen kan men de zelf gewenste verbintenisrechtelijke en goederenrechtelijke overgang van het eigen vermogen vastleggen, dat wil zeggen dat men kan bepalen op welke (rechts)personen het hele samenstel van zakelijke en vermogensrechten waaruit de nalatenschap bestaat, na overlijden overgaat. Daaronder kunnen goede vrienden, stiefmoeders, goede doelen, onderwijsinstellingen of de staat zijn, maar bijvoorbeeld niet de zorginstelling waar men wordt verpleegd of de notaris die het testament opstelt (art. 4:59 BW, art. 20 Wna).
Bij uiterste wilsbeschikking die een erfstelling of een onterving inhoudt kan worden afgeweken van het wettelijk erfrecht, erfopvolging bij versterf genoemd (art. 4:1 lid 2 BW). Bij uiterste wilsbeschikking kan men ook nadere rechten aan de erfgenamen toekennen, hen verplichtingen opleggen (testamentaire lasten), aan anderen verbintenisrechtelijke vorderingen op de erfgenamen toekennen (legaten) of het beheer over de verkregen goederen tijdelijk bij een ander leggen (benoeming executeur, instellen bewind). Een uiterste wilsbeschikking kan altijd eenzijdig, door de maker, worden herroepen (art. 4:42 lid 3 BW), dat moet ook weer bij uiterste wilsbeschikking, opgenomen in een uiterste wil. Net als het opmaken van een testament is ook het wijzigen of intrekken een hoogstpersoonlijke aangelegenheid, wat bijvoorbeeld betekent dat bij een getrouwd paar één persoon het eigen testament kan wijzigen of opheffen zonder het de ander te hoeven vertellen. Het is mede daarom altijd verstandig na overlijden het Centraal Testamentenregister te raadplegen.

## Overgang nalatenschap: dwingend recht
Er bestaat geen uiterste wilsbeschikking waarmee een eigen regeling kan worden ontworpen voor de goederenrechtelijke overgang van de nalatenschap van erflater op de erfgenaam of erfgenamen. De manier waarop de nalatenschap overgaat is dwingendrechtelijk voorgeschreven in artikel 4:182 BW. Daarin staat dat bij overlijden van een persoon de erfgenamen hem van rechtswege opvolgen in alle voor overgang vatbare rechten en in zijn bezit en houderschap en dat ze in plaats van erflater schuldenaar worden van alle schulden die niet met de dood tenietgaan. Hierop geldt één uitzondering, vastgelegd in artikel 4:13 BW ("wettelijke verdeling"), voor de situatie dat er bij overlijden zowel kinderen zijn als een partner uit huwelijk of registratie. In dat geval volgt alleen de partner van rechtswege op in het bezit en houderschap van de erflater, het kind of de kinderen worden wel erfgenaam genoemd, maar aan hen wordt niets overgedragen, ze worden geen deelgenoot van de nalatenschap en hebben geen zeggenschap bij de afwikkeling, er hoeft niets verdeeld te worden. Krachtens artikel 3:80 BW verkrijgen erfgenamen van erflater onder algemene titel alle goederen van de nalatenschap, dat zijn zaken en vermogensrechten (art. 3:1 BW), zaken zijn de voor menselijke beheersing vatbare stoffelijke objecten (art. 3:2 lid 1 BW). Krachtens artikel 6:249 BW volgen erfgenamen erflater op als partij bij overeenkomsten, in overeenkomsten kan men van deze algemene wettelijke hoofdregel afwijken en afspreken dat iemand anders na overlijden als partij in de plaats van overledene komt. Ook kan buiten het erfrecht om worden afgesproken wie een persoon bij overlijden opvolgt in een bepaalde functie. Er is geen uiterste wilsbeschikking voor schulden.
De automatische overgang van de nalatenschap uit handen van de overledene direct in handen van de erfgenamen, zonder juridische formaliteit, wordt het beginsel van de saisine genoemd. Er kan niet van de saisineregel worden afgeweken, noch vooraf, noch achteraf. Wel kan bij uiterste wilsbeschikking een overgang in twee trappen worden geregeld (tweetrapsmaking of fideï-commis) en kan aan mensen het recht worden gegeven bepaalde goederen, rechten of een geldsom bij de erfgenamen op te vorderen. Na overlijden kan de verkrijging door de erfgenamen ongedaan worden gemaakt door de erfenis te verwerpen. Door beneficiair te aanvaarden is een erfgenaam niet met het eigen vermogen aansprakelijk voor schulden van de nalatenschap, door zuivere aanvaarding accepteert men verantwoordelijkheid en aansprakelijkheid voor voldoening van alle schulden. De erfkeuzes hebben in Nederland terugwerkende kracht tot overlijden.

## Gesloten stelsel van uiterste wilsbeschikkingen
In Nederland geldt sinds 2003 een gesloten stelsel van uiterste wilsbeschikkingen. Daarmee wordt bedoeld dat bepalingen in een uiterste wil binnen de reikwijdte van een in het erfrecht of andere wet genoemde uiterste wilsbeschikking moeten vallen om erfrechtelijke werking te hebben. Doen ze dat niet, zijn ze nietig. Dat volgt uit de algemene regels voor nietigheid en vernietigbaarheid van rechtshandelingen die zijn opgenomen in Boek 3 BW, aldus wetgever tijdens de parlementaire behandeling. Het sluit aan bij het gesloten systeem van het goederenrecht. Inmiddels hebben hogere rechters geoordeeld dat dit systeem bij testament niet kan worden 'opgerekt'. Een lijn die ook in het goederenrecht en rechtspersonenrecht gebruikelijk is.
Is een bepaling in een uiterste wil om deze of een andere reden voor nietig te houden, is het aan de rechtsverkrijgenden als erfgenamen, legatarissen of executeur, de bepalingen al dan niet te volgen. Nietigheid betekent dat de rechtshandeling van rechtswege, dus zonder dat er een bepaalde handeling nodig is, ongeldig is. Wel moet duidelijk worden gemaakt dat men van mening is dat sprake is van een nietige bepaling, dat heet een beroep doen op de nietigheid. Het volgen van nietige bepalingen in een uiterste wil door erfgenamen kan juridisch niet afgedwongen worden. Het kan wel zijn dat andere belanghebbenden het anders zien en de betreffende bepaling(en) niet voor nietig houden. Dan moet bij de rechtbank een verklaring van recht worden gevraagd om uitsluitsel te krijgen over de juridische status van de betreffende bepaling. Voor deze procedure is bijstand van een advocaat verplicht.
Het erfrecht somt zeven soorten uiterste wilsbeschikkingen op in Boek 4, titel 5 BW:
- erfstellingen (art. 115 - 116)
- legaten (art. 117 - 129);
- testamentaire lasten (art. 130 - 134);
- stichtingen (art. 135);
- makingen onder tijdsbepaling en onder voorwaarde (art. 136 - 141);
- executeurs (art. 142 - 152);
- testamentair bewind (art. 153 - 181)

Ook buiten het erfrecht zijn er mogelijkheden om bij leven eenzijdig te beschikken met werking na overlijden, zoals wensen voor de uitvaart, genoemd in artikel 18 lid 2 Wet op de Lijkbezorging, de testamentaire uitsluitingsclausule in Boek 1, art. 94 BW en het beding dat geen verrekening plaatsvindt indien dat volgens huwelijkse voorwaarden zou horen plaats te vinden (art. 1:134 BW) of de beschikkingen omtrent de persoonlijkheidsrechten van auteur en uitvoerend kunstenaar (art. 25 leden 2 en 4 Auteurswet, art. 5 lid 2 Wet op de naburige rechten). Ook is er het verrekenbeding in partnerschapsvoorwaarden of een schenking die wordt uitgekeerd na overlijden, dit wordt quasi-erfrecht genoemd.

### Notariële constructies
De notariële praktijk gebruikt eigen constructies of modelregelingen met bepalingen die buiten het gesloten stelsel van uiterste wilsbeschikkingen gaan en op grond daarvan dus geen erfrechtelijke werking hebben, waarvan de rechtsgeldigheid niet is af te leiden uit bestendige jurisprudentie en die evenmin zijn getoetst door de hogere rechter. Bekende buitenwettelijke constructies zijn de driesterrenexecuteur of executeur-afwikkelingsbewindvoerder, de quasi-wettelijke verdeling, het langstlevendentestament, de democratieclausule en de welwillendheidsbeslissing van de rechter. Achtergrond voor het bedenken van zulke buitenwettelijke constructies ligt deels in een door het notariaat vastgestelde maatschappelijke behoefte maar ook in het omzeilen van fiscale regels of het genereren van inkomsten door in een testament betrokken te worden bij de afwikkeling van een nalatenschap, des te meer bevoegdheden, des te meer werk.
Dergelijke modellen worden vaak jarenlang door de notaris en estate planner geadviseerd en in testamenten opgenomen, maar noch het gebruik in het notariaat, noch het bestaan van een maatschappelijke behoefte was voor het Gerechtshof Amsterdam reden om een notariële modelbepaling rechtsgeldig te achten die niet binnen het gesloten stelsel van uiterste wilsbeschikkingen viel. Uit de wetenschap komt als kritiek dat notarissen en andere adviseurs terughoudend zouden moeten zijn bij het experimenteren in de praktijk met door het notariaat ontwikkelde ideeën die onvoldoende door wetgeving worden ondersteund of in de rechtspraak zijn beproefd. De testamentaire wettelijke verdeling wordt met name genoemd als experimenteerbepaling.

### Conversie
Zijn in een testament bepalingen opgenomen onder de naam van een uiterste wilsbeschikking die daar niet onder vallen en daarom nietig zijn, kan een rechter beoordelen of conversie mogelijk is. Conversie is het omzetten van een nietige rechtshandeling in een er op lijkende geldige rechtshandeling (art. 3:43 BW). Bij bepalingen in een uiterste wil moet dan beoordeeld worden of ze geheel of gedeeltelijk binnen de reikwijdte van een andere uiterste wilsbeschikking zijn onder te brengen en zo toch geldig zijn. De wetgever verklaarde bij de behandeling van het wetsontwerp nieuw erfrecht dat conversie ook mogelijk is bij bepalingen in een testament. Speelt een testamentaire bepaling die erfrechtelijk op losse schroeven staat een rol bij het opmaken van een verklaring van erfrecht door de notaris, is het niet aan de notaris de bepaling te duiden. Er kan advies worden gegeven aan de erfgenamen, maar alleen zij kunnen gezamenlijk een beslissing nemen en bij verschil van mening de kwestie aan de rechter voorleggen.

### Testamentaire bepalingen die geen uiterste wilsbeschikking zijn
Een testament kan bepalingen bevatten die geen uiterste wilsbeschikking zijn maar op andere wetsartikelen berusten, bijvoorbeeld een bepaling over het loon van de executeur of over de bevoegdheden van de bewindvoerder binnen een testamentair bewind (resp. art. 4:144 lid 2, 4:171 lid 1 BW). Zulke bepalingen werden door het Hof Den Haag gezien als nadere regeling die deel uitmaakt van de uiterste wilsbeschikking. Ze mogen niet buiten de grenzen van de wettelijke regels voor de betreffende wilsbeschikking gaan, anders zijn ze eveneens nietig.
Bevat een testament bepalingen die niet binnen de reikwijdte van een uiterste wilsbeschikking zijn onder te brengen en ondervindt een erfgenaam of belanghebbende als een schuldeiser daar mogelijk nadeel van, hoeft men zich daar niet bij neer te leggen en kan een beroep worden gedaan op de nietigheid of vernietigbaarheid. Het testament blijft voor het overige in stand. Twee verschillende Gerechtshoven bevestigden de hoofdregel en hielden bepalingen in een testament die geen uiterste wilsbeschikking waren voor nietig, een derde Hof bevestigde de hoofdregel maar hield de bestreden testamentaire bepaling voor geldig. Voor een beroep op de nietigheid gelden geen vormvereisten maar vanwege de bewijskracht kan gedacht worden aan de schriftelijke vorm of notariële akte. Houden andere belanghebbenden de bepaling echter voor geldig, moet bij de rechter een verklaring voor recht worden gevraagd.
Regelmatig voorkomende testamentaire bepalingen die niet binnen de reikwijdte van een uiterste wilsbeschikking vallen, zijn aanwijzingen voor verdeling van de nalatenschap of toekenning van de bevoegdheid de nalatenschap zelfstandig te verdelen aan de executeur of bewindvoerder.

## Verschil uiterste wilsbeschikking en uiterste wil
Van het begrip uiterste wilsbeschikking moet worden onderscheiden het begrip uiterste wil, dat is de wettelijk voorgeschreven vorm waarbij een of meer uiterste wilsbeschikkingen rechtsgeldig kunnen worden gemaakt en herroepen (art. 4:42 lid 3 BW en art. 4:111 BW). Onder uiterste wil verstaat de wet de authentieke notariële of onderhandse akte of het handgeschreven stuk (testament of codicil) waarin de uiterste wilsbeschikkingen kunnen worden opgenomen (art. 4:94 BW en 4:97 BW), of het geheel van uiterste wilsbeschikkingen in verschillende documenten (bv art. 4:46 BW en art. 4:47 BW). Beide begrippen zijn niet gelijk te stellen. In een uiterste wil kunnen ook andere, nadere bepalingen worden opgenomen, deze hebben echter andere rechtsgevolgen dan de in een uiterste wil opgenomen uiterste wilsbeschikkingen. Er is bijvoorbeeld geen goederenrechtelijke werking.
Mist een notariële akte authenticieit door het schenden van vormvoorschriften, bijvoorbeeld omdat de notaris er geen jaartal op heeft gezet of de notaris niet bevoegd was de akte op te maken wegens een tuchtrechtelijke schorsing, is de akte vernietigbaar (art. 4:109 lid 4 BW). Met een vernietiging van de uiterste wil zouden ook de daarin vastgehouden uiterste wilsbeschikkingen van tafel zijn (art. 3:39 BW). De Hoge Raad bepaalde echter dat het voor misbruik van bevoegdheid (art. 3:13 BW) wordt gehouden wanneer een belanghebbende de vernietigbaarheid van de uiterste wil inroept omdat het jaartal miste, terwijl op een andere manier kan blijken in welk jaar de akte is opgemaakt.
Onder het oude recht, dat tot 2003 gold, was er geen gesloten stelsel van uiterste wilsbeschikkingen en werd er veel geprocedeerd over de geldigheid van testamentaire bepalingen. Daar wilde wetgever duidelijkheid verschaffen. De uiterste wilsbeschikking heeft in het huidige erfrecht daarom een nieuwe, ordenende rol. Verder had onder het oude recht het begrip uiterste wil een andere betekenis en functie. Zo konden er bij uiterste wil een testamentuitvoerder en een testamentair bewindvoerder worden aangesteld. Dergelijke bepalingen in een testament opgemaakt onder huidig recht zijn nietig. Mensen die lang onder het oude erfrecht beroepsmatig in het vakgebied werkten, gebruiken de begrippen vaak nog steeds door elkaar zonder zich ervan bewust te zijn dat onder het huidige recht alleen die bepalingen in een uiterste wil rechtsgeldig zijn, en de beoogde erfrechtelijke werking hebben, die binnen de reikwijdte van een uiterste wilsbeschikking vallen.